# Сан Фелипе (Долна Калифорния)
Сан Фелипе (на испански: San Felipe в превод „Свети Филип“) е град в щата Долна Калифорния, Мексико. Сан Фелипе е с население от 14 831 жители (2005 г.) и се намира на 190 км южно от границата между САЩ и Мексико. Средната температура е 24 °C. На 11 км южно от центъра на Сан Фелипе се намира Международно летище Сан Фелипе, а на 15 км огромни кактуси, популярна туристическа атракция. Градът е основан през 1925 г.